# Early On (1964-1966)
Early On (1964-1966) is een compilatiealbum van de Britse muzikant David Bowie, uitgebracht in 1991. Het is de eerste en enige poging tot het samenstellen van Bowie's werk voordat hij een platencontract tekende bij Deram Records, waarbij hij nummers opnam voor labels als Vocallion, Parlophone en Pye.
Bowie begon zijn carrière onder de naam Davie Jones, een variatie op zijn geboortenaam David Robert Jones. Zijn eerste single (track 1-2) nam hij op met de band The King Bees. Voor zijn tweede single (track 3-4) werkte hij samen met The Manish Boys. In februari 1965 stapte hij over naar de band The Lower Third (track 5-13). Voor zijn derde single (track 8-9) veranderde hij ook zijn naam in Davy Jones. Om verwarring te voorkomen met de zanger van de juist opkomende band The Monkees, nam hij voor zijn vierde single (track 12-13) de naam David Bowie aan.
Vanwege financiële redenen stapte Bowie op 28 januari 1966 uit The Lower Third. Voor zijn vijfde single (track 14-15) speelde hij met The Buzz, een band die niet vermeld werd op de single. Omdat hij de band niet goed genoeg vond op tournees, werden zij vervangen door sessiemuzikanten op de zesde single (track 16-17).
Vijf nummers op het album werden nooit eerder uitgebracht en komen uit de collectie van prodcucer Shel Talmy. Deze nummers zijn "That's Where My Heart Is", "I Want My Baby Back", "Bars of the County Jail", "I'll Follow You" en "Glad I've Got Nobody".

## Tracklist
- Alle nummers geschreven door Bowie, tenzij anders genoteerd.

1. "Liza Jane" (Leslie Conn) – 2:18
2. "Louie, Louie Go Home" (Mark Lindsay/Paul Revere) – 2:12
3. "I Pity the Fool" (Deadric Malone) – 2:09
4. "Take My Tip" – 2:15
5. "That's Where My Heart Is" – 2:28
6. "I Want My Baby Back" – 2:39
7. "Bars of the County Jail" – 2:07
8. "You've Got a Habit of Leaving" – 2:31
9. "Baby Loves That Way" – 3:02
10. "I'll Follow You" – 2:02
11. "Glad I've Got Nobody" – 2:31
12. "Can't Help Thinking About Me" – 2:47
13. "And I Say to Myself" – 2:29
14. "Do Anything You Say" – 2:31
15. "Good Morning Girl" – 2:14
16. "I Dig Everything" – 2:44
17. "I'm Not Losing Sleep" – 2:52